# La flamme merveilleuse
La flamme merveilleuse è un cortometraggio francese del 1903, diretto da Georges Méliès, tratto dal romanzo di H. Rider Haggard.

## Trama
Un illusionista compie i propri giochi di prestigio che hanno come oggetti principalmente un fazzoletto, il fuoco, ed un uomo ed una donna che egli fa variamente apparire e scomparire.